# شانه‌موش چاکوآ

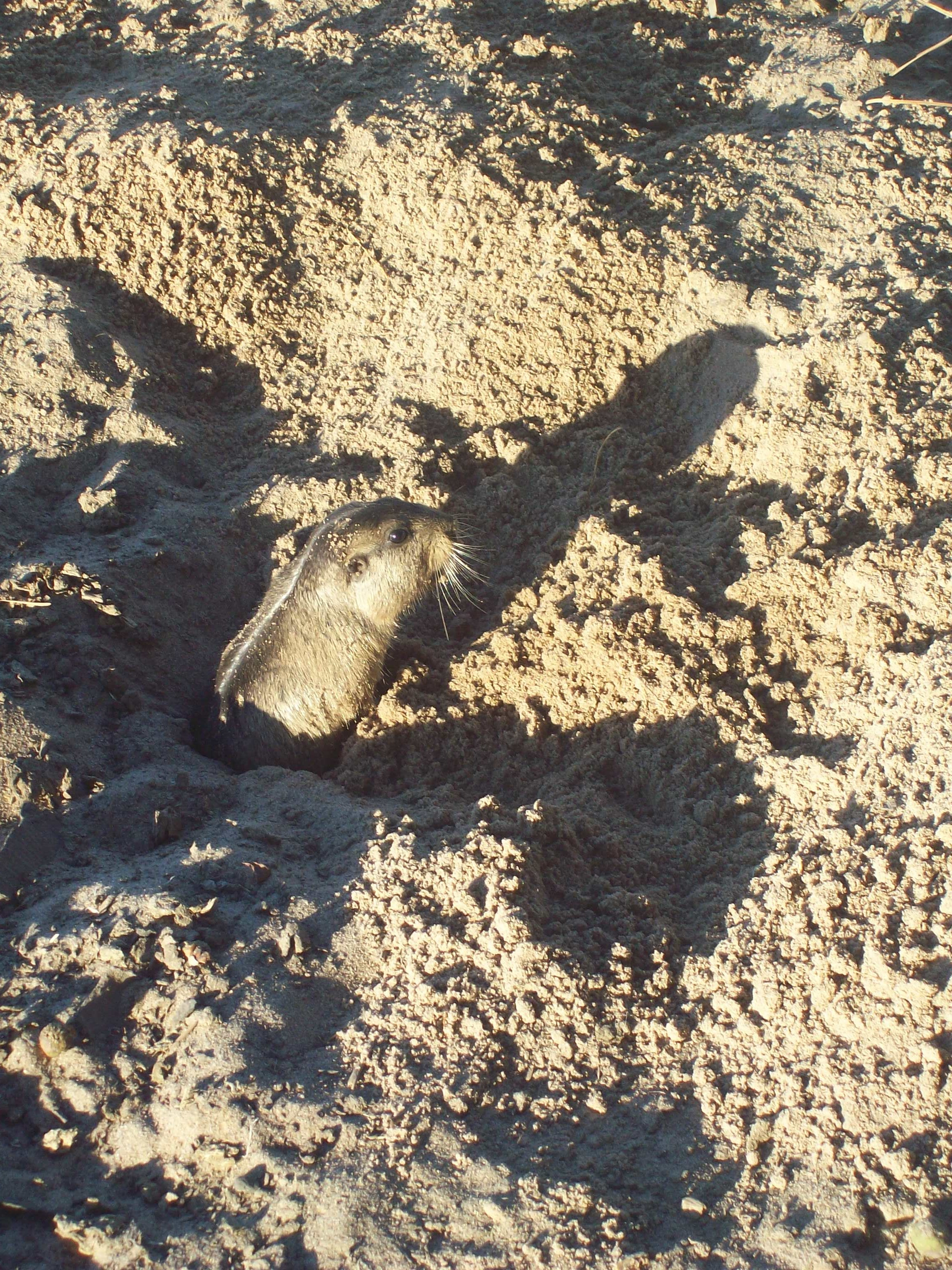
گونه ای از سرده شانه موش

شانه‌موش چاکوآ (نام علمی: Ctenomys dorsalis) نام یک گونه از سرده شانه‌موش است.